# Mecynometa caudacuta
Mecynometa caudacuta är en spindelart som först beskrevs av Władysław Taczanowski 1873.  Mecynometa caudacuta ingår i släktet Mecynometa och familjen käkspindlar. Inga underarter finns listade i Catalogue of Life.